# 라트비아

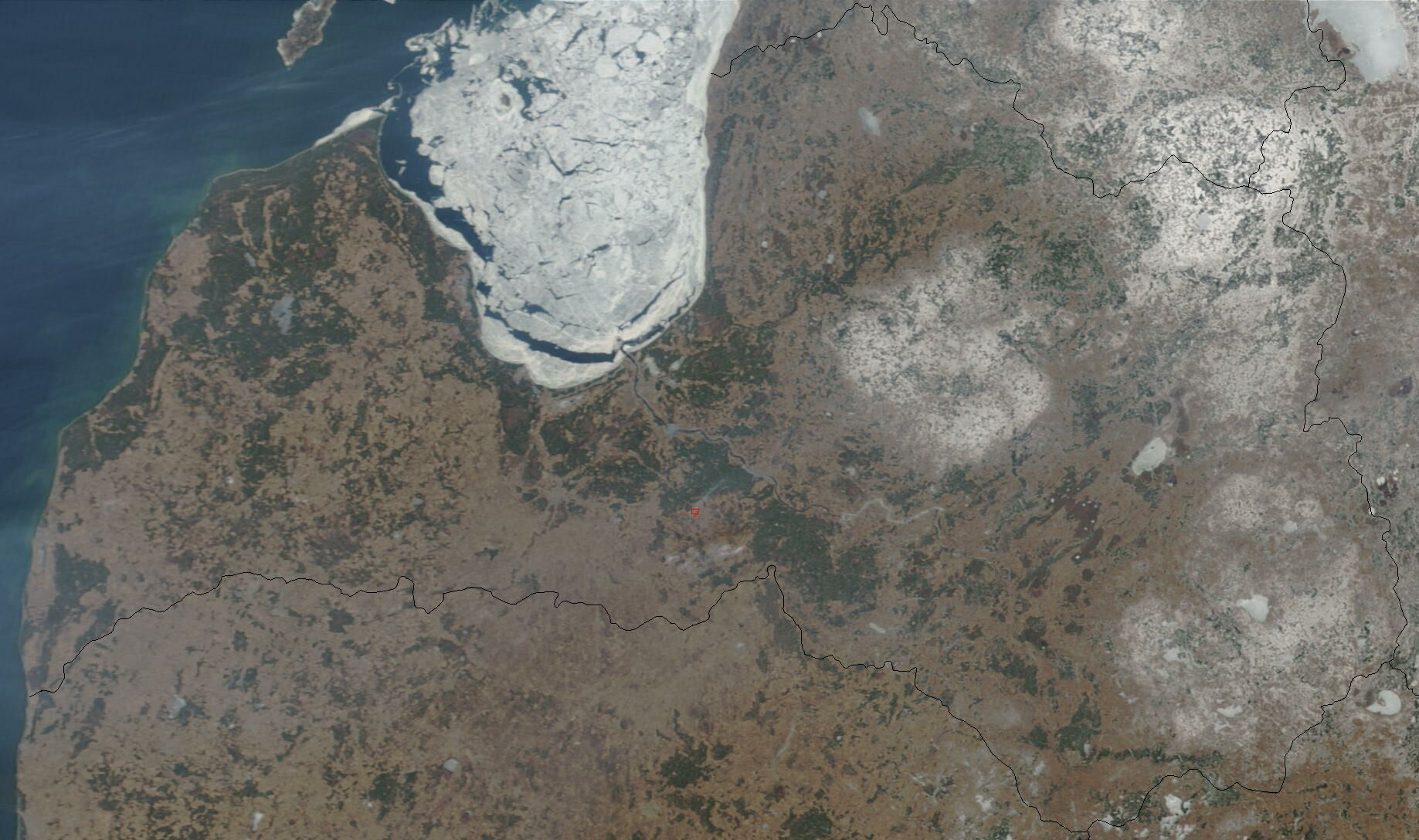

라트비아(라트비아어: Latvija 라트비아, 영어: Latvia, 문화어: 라뜨비야)는 북유럽에 있는 공화국으로서, 공식 명칭은 라트비아 공화국(라트비아어: Latvijas Republika 라트비야스 레푸블리카, 영어: Republic of Latvia)이다.
북쪽은 에스토니아, 동쪽은 러시아, 남쪽은 리투아니아, 벨라루스와 접하고 있으며 서쪽은 발트해와 리가만에 닿아 있다. 수도는 리가(Riga)이다. 18세기부터 제정 러시아의 식민지가 되었으며, 제1차 세계 대전 후 독립하였으나 1940년 8월 소련 에 강제 점령 병합되었다. 1991년 8월 19일 소련 8월 쿠데타 실패 후 독립을 인정받았으며, 독립국가연합에는 참여하지 않았다. 민족구성은 라트비아인이 58 %이며, 라트비아어와 러시아어를 사용한다. 국민소득의 48.6 %를 서비스업이, 23.9 %를 제조업이, 22. 8%를 농업이 차지하고 있다.

## 역사
기원전 2000년 경부터 핀우그르계의 리브인들과 레트족이라고 불리는 발트인들이 이 지역에 거주한 것으로 추정된다. 12세기 말부터 독일인들이 리가만 연안에 진출하기 시작하여, 1201년 이들에 의하여 리가 시가 건설되었다.
1558년 러시아의 이반 4세가 리보니아 전쟁을 일으키자, 이 지역을 지배하던 독일 기사단은 라트비아를 리투아니아의 보호령으로 양도하였고, 1561년 리투아니아의 보호를 받는 리보니아 공국과 쿠를란트(Courland) 공국이 성립하였다.
그 후 1600년부터 1629년까지 이 지역을 둘러싸고 폴란드-리투아니아와 스웨덴이 전쟁을 벌였다. 스웨덴은 1621년 리가를 점령하였고, 1629년 리보니아 공국은 스웨덴의 지배하에 들어갔으나, 쿠를란트-젬갈레 공국은 폴란드-리투아니아의 영향 하에서 독립을 유지하였다.
예카프스 케틀레르스(Jekabs Ketlers) 공작이 지배하던 시대(1642~1682)에는 동방의 네덜란드를 만들겠다는 야망을 가지고 발전을 꾀하였다. 이 시기에는 쿠를란트 공국의 선단이 대서양을 누비고 다녔으며, 서인도 제도의 토바고와 아프리카의 감비아에 해외식민지를 만들기도 하였다.
1700년부터 1721년까지 계속된 스웨덴과 러시아 제국간 북방전쟁의 결과 리보니아 지역이 러시아의 지배에 들어갔고, 이어 쿠를란트 역시 1795년 폴란드 분할의 결과 러시아의 지배를 받게 되었다.
제1차 세계 대전에서 러시아가 독일에 패하자, 1918년 11월 18일 라트비아는 독립을 선언하였다. 이후 라트비아는 농지개혁을 실시하고 경제, 문화, 교육 전반에 있어 괄목할 만한 발전을 이루었으나, 1934년에 일어난 쿠데타로 초대 대통령이었던 카를리스 울마니스(Kārlis Ulmanis)가 4대 대통령으로 다시 취임하였다. 1939년 8월 23일 소련은 나치 독일 과 리벤트로프-몰로토프 밀약을 맺어 중앙유럽을 독일과 소련이 각각 분할하기로 하는 비밀 의정서를 만들었다. 이 의정서에서 라트비아는 소련의 영향권에 두기로 인정받았다. 제2차 세계 대전이 일어난 뒤, 소련은 1940년 6월 중순, 발트 3국을 점령하기 시작하였다. 소련의 내무인민위원회 요원은 라트비아의 국경 초소를 급습하였고,:20 라트비아군을 몰아낸 뒤 소비에트 간부단으로 대신하였다.:20 의회와 여타 정부 부처의 공직자를 뽑는 선거에서는 명부에 후보자가 한 명씩밖에 없었는데, 독재로부터의 해방이라는 명분 아래에 치러진 선거의 공식 결과에서 친(親)소련 후보가 97.6 %의 표를 얻었다.:21 그렇게 구성된 의회는 곧 소비에트 연방에 가입할 것을 요청하였으며, 소련의 승인을 얻어 라트비아 소비에트 사회주의 공화국으로 소련에 병합되었다.:21 국제 사회는 소련의 발트 3국 병합을 불법으로 보고 비난하였다.:117
1941년 6월 하순에 나치 독일군은 소련군을 몰아내고 1944년까지 라트비아를 점령했다.
소련으로의 편입 과정에서 약 13만 명의 라트비아인들이 외국으로 망명하였고, 1953년까지 약 12만 명의 라트비아인들이 죽거나 시베리아로 강제 이주되었다. 한편 약 75만 명의 러시아인들이 러시아보다 산업환경이 좋은 라트비아로 이주하여, 라트비아인의 비율은 총인구의 52 % 선으로 감소하기에 이르렀다.
1991년 소비에트 연방으로부터 독립하였다.
1999년에는 제6대 대통령으로 바이라 비케프레이베르가(Vaira Vīķe-Freiberga)가 선출되어 라트비아 최초의 여성 대통령이 되었으며, 친미, 친서방 정책을 펴고 있다. 2012년 2월에 러시아어를 제2의 공용어로 지정하는 것을 정해놓은 투표가 실시되었으나, 거의 대부분의 인구가 러시아어를 제2의 공용어로 지정하는 것에 반대표를 던졌다. 2012년 8월 28일에 라트비아의 국방장관이 소련군 기념비를 철거해야 한다고 주장하면서 러시아계 정치인들이 반발했다.

## 행정 구역
라트비아는 2009년 7월 1일을 기해 새로 개편된 행정 구역에 따라 110개 지방 자치체(라트비아어: novadi)와 9개 직할시(라트비아어: Republikas pilsētas)로 나뉜다.

## 지리
발트해 동쪽에 있는 라트비아는 동유럽 평원의 일부를 차지하고 있다. 국토 전체가 매우 평탄한 평원으로 이루어져 있는 저지대로, 비옥하며 숲이 우겨져 있다. 주위에는 다우가바강, 리엘루페강, 가우야강이 있다. 해안선의 길이는 총 531 km이다.

## 기후
습윤한 대륙성 기후이다. 그러나 발트해와 접하고 있어 비교적 온화한 기후를 띤다. 여름에는 따뜻하고 봄과 가을에는 아주 온화하지만 겨울은 북쪽에 있어 다소 춥다. 강수량은 8월에 가장 많다. 러시아 일대의 북쪽 기압골의 영향으로 겨울이 되면 칼바람이 몰아치거나 눈보라가 치는 일도 많으나, 북위 60도에 가까운 위도를 감안하면 상당히 기온이 높은 편으로 같은 위도의 러시아 내륙에 비하면 훨씬 따뜻하다.

## 주민 및 인구
2011년 시점에서 주민은 라트비아인이 62.1 %, 러시아인이 26.9 %, 벨라루스인이 3.7 %, 우크라이나인이 2.3 %, 폴란드인이 2.4 %, 리투아니아인이 1.4 %, 라트갈레인인 포함한 기타가 2 %이다. 300여명 정도 밖에 남아 있지않은 소수 민족 리보니아인도 대부분이 라트비아에 산다.
여성 1인당 합계출산율은 2005년 현재 1.29명이다 . 1998년에는 1.1명까지 떨어진 적도 있었다. 2005년 현재 천명당 출산율은 9.3명, 천명당 사망율은 14.2명이어서 인구는 계속 줄어들고 있다.

### 무국적자 문제
라트비아 이민귀화국에 의하면, 라트비아인구는 약 230만명이지만, 라트비아 국적자는 약 180만명, 외국 국적 보유자가 3~4만명이다. 그리고 나머지 약 45~50만명의 소련 시절부터 귀화하지 않고 영주해 온 이민은 무국적자로 취급되고 있다. 그들은 문자그대로 국적이 어느 나라인지도 부여되지 않았기 때문에, 소련 시절의 라트비아에서 태어나서 한번도 외국으로 나간 적이 없는 경우에도, 귀화하지 않는 한 라트비아 국적자가 될 수가 없고, 다른 나라의 국적보유조건이 충족되어 있는 것도 아닌 것 또는 생활의 편의상 그렇게 하는 것을 희망하지 않기 때문에, 모든 나라에게나 국민으로서의 취급을 받을 수가 없다.
따라서 그들은 선거권을 시작으로 한 다양한 시민권행사를 할 수 없는 경우가 있으며, 인도적인 관점에서 라트비아에서 가장 중대한 정치문제의 하나로 해결을 갈망하고 있다. 이 문제에 대해서는, 러시아(무국적자의 대부분은 러시아계 주민)뿐만 아니라 유럽의 인권담당기관으로부터도 여러 번에 걸쳐서 개선을 재촉받고 있지만, 비라트비아계 주민의 라트비아 사회로의 귀화에 위기감을 가지고 있는 라트비아 당국은 아직까지도 해결책을 보이지 않는 상황이 계속되고 있다. 한편으로 무비자로 러시아 방문이 가능하다.
이러한 상황을 만들어낸 역사적 사실로서는, 1991년에 라트비아가 소련으로 독립한 때에 소련으로의 병합(1940년)이전의 국민과, 그 직계자손으로만 자동적으로 라트비아국적의 여권이 수여되었다. 그 이외의 소련 시절에 라트비아로 이민온 러시아어를 모국어로 한 러시아인에게 수여되지 않았지만, 라트비아에서 태어난 러시아인 자녀에게는 한쪽 부모의 요청만으로 국적이 부여되어 있다. 그들은 귀화하지 않고 계속 영주해서 소련 정부가 발급한 여권을 그대로 사용하지만, 1997년부터 라트비아 정부가 발급한 Alien Passport(무국적 여권)으로의 전환이 의무로 지게 되어 무국적자라고 정의되게 되었다.

## 언어
라트비아는 다민족, 다언어국가이지만 라트비아어가 라트비아의 국어, 공용어이다. 독립 직후부터 라트비아어의 사용을 의무화하는 등 민족주의적인 정책을 강화하고 있다. 라트비아어가 공용어이나, 리가 등 도시에서는 러시아어 사용자(러시아인, 벨라루스인 등)가 많고 높은 러시아어 사용률에 의해서 러시아어가 많이 쓰이고 있다. 81.2%의 주민이 러시아어에 능통하며, 37.5%가 모국어로 러시아어를 사용하고 있다. 수도인 리가에서도 러시아어 사용자가 시 인구의 절반에 달한다. 그 때문에 러시아인들과 갈등을 겪고 있다.
모어화자의 비율은 공용어인 라트비아어가 58.2%, 러시아어가 37.5%이다. 라트비아인의 71%가 러시아어를 말할 수 있으며, 러시아인의 52%가 라트비아어를 말할 수 있다. 국적 취득의 조건에 라트비아어 습득이 의무로 지게 되어 있어서, 러시아계 주민에 의한 라트비아어 화자가수가 증가했다.
발트 3국 중에서 가장 러시아인이 많기 때문에, 러시아어 인구도 많다. 특히 수도 리가에서는 인구의 41.7%(2008년)의 러시아인이며, 인구의 절반 가까지를 차지하며, 라트비아인(42.3%)과 거의 같은 수가 되고 있다. 러시아어 이외의 외국어 습득률도 높다. 세대에 의해서 말할 수 있는 언어가 다르며, 중고년층은 러시아어, 라트비아어에 더해서 독일어가, 청소년층은 러시아어, 라트비아어와에 영어를 말할 수 있는 비율이 높지만, 청소년은 독일어를 말할 수 없는 경우도 많다.
젊은 세대나 지방에 사는 라트비아인을 중심으로 러시아어를 이해할 수 없는 사람도 늘고 있지만, 여전히 러시아어의 존재는 매우 크다. 영화관이나 텔레비전 방송에서는 라트비아어와 러시아어자막이 병기되어 있으며, 라트비아에서 출판, 발행되는 신문이나 잡지에 있어서도 라트비아어판과 러시아어판이 존재하는 경우도 다수있다. 비교하면 압도적으로 러시아어판쪽이 종류와 양 모두 풍부하다.
이들 사실은 지금도 예전 점령국의 모어가 자국에서 많이 활개치고 있다고 느끼는 라트비아계 주민에게 있어서는 위협이다. 한편으로 라트비아어가 국제언어로 통용되지 않는 동안, 최근의 러시아, CIS여러나라의 경제활동의 활성화를 배경에 그 지역에서 러시아어를 습득하는 경우는 영어를 공부하는 것과 함께 중요하다고 생각하는 라트비아계 주민도 있으며, 러시아에 대한 태도는 다른 라트비아계 주민과 똑같지 않다.
라트비아 국내에서 취직하는 경우에 조차 그다지 전문성, 국제성을 따를 수 없는 단순한 직종이라도, 고객의 3~50 %가 러시아어 화자라는 상태이기 때문에, 라트비아어에 더해서 러시아어를 말할 수 있는 경우가 취직조건이 되는 경우도 많고, 일상생활에서는 라트비아어밖에 말하지 않는 경우라도 러시아어를 공부한다.
라트비아에 진출하는 외국기업도, 현지에서 다국어를 말하는 비율이 높은 것(기본은 라트비아어, 러시아어 + 다른 언어)을 바탕으로 현지로 진출한 뒤에 장점이라고 생각하고 있으며, 이러한 사정도 러시아어가 쉽게 영향력을 잃지 않는 요인의 하나가 되고 있다.
이러한 상황은 러시아 본국은 물론, 러시아어권이라고 부르는 나라, 지방의 사람들에게는 매우 매력적이며, 관광객이나 새로운 사업획득에 크게 공헌하고 있다. 또, 서방측의 자본도 라트비아를 EU내에서 러시아와의 창구로 보는 경향이 있으며, 정치적, 경제적으로도 라트비아는 러시아의 영향에서 벗어나야 한다고 생각하는 사람에게 있어서는 아이러니한 현실이 되고 있다.
화자는 소수이지만 서부에서는 라트비아어와는 다른 독자적인 정체성을 가진 라트갈레어가 사용된다. 또한 핀우그르계의 토착소수민족인 리보니아인이 사용하는 리보니아어도 있으나, 2013년에 마지막 화자의 사망으로 제2모국어로 쓰는 사용자들을 제외하면 소멸되었다. 라트갈레어, 리보니아어는 법률에 의해 권리를 보장받고 있다. 그 외에도 리투아니아어, 독일어 등이 일부 사용된다.

## 종교
| 종교 구성(라트비아) | 종교 구성(라트비아) | 종교 구성(라트비아) | 종교 구성(라트비아) | 종교 구성(라트비아) |
| ------------------- | ------------------- | ------------------- | ------------------- | ------------------- |
|                     |                     |                     |                     |                     |
| 루터교              | 루터교              |                     | 34.3%               | 34.3%               |
| 가톨릭교            | 가톨릭교            |                     | 25.1%               | 25.1%               |
| 정교회              | 정교회              |                     | 19.4%               | 19.4%               |
| 그 외 기독교        | 그 외 기독교        |                     | 1.2%                | 1.2%                |
| 그 외 및 무종교     | 그 외 및 무종교     |                     | 20%                 | 20%                 |

과거 라트비아인은 스웨덴과 독일 북부의 영향으로 개신교의 루터교를 받아들였다. 그러나 소련 통치와 공산주의의 영향으로 루터교 신앙은 크게 위축되었다. 루터교 신도가 가장 많으며, 소련 시절 러시아인의 이주가 많았으므로, 러시아 정교회 신도도 상당수 남아 있다. 폴란드와 리투아니아의 영향으로 남부지방에는 로마 가톨릭의 비중이 높은 편이다. 정교회 교단으로 라트비아 정교회와 라트비아 자치 정교회가 존재한다.

## 경제
서비스업이 라트비아 경제의 4분의 3을 차지하는 데, 교육, 행정, 교통과 통신, 소매와 도매상에 관련된 일들이다. 공업에는
라트비아 근로자들의 6분의 1 적게 고용되어 있으며, 섬유와 의류, 교통 수단, 목재 제품의 공업과 식품 가공업이 발달하였다.
또한 인구의 10분의 1은 농업에 종사하는데, 소와 염소를 사육하고 감자, 보리, 귀리, 밀, 호밀 등을 생산한다.

### 통신
다른 발트3국과 같으며, 도시에서는 인터넷접속환경이 잘 정비되어 있다. 특히 공중무선인터넷접속망은, 리가를 중심으로 접속가능지역이 급속히 확대되어 있는 것외에, 광섬유망도 정비되기 시작되고 있다.

## 군사
이 나라의 방위는 국방부(Latvijas Nacionālie bruņotie spēki, 약칭 NBS)가 맡는다.
- 육군 (Latvian Army)
- 국가방위대 (Zemessardze, 영어로 National Guard)
- 해군 (Latvijas Jūras Spēki, 영어로 Latvian Naval Forces)
- 공군 (Latvijas Gaisa spēki, 영어로 Latvian Air Force)
- 국경 경비대 (Border Guards)

## 문화
공휴일에는 다채로운 전통 의상을 입고 축제를 벌이는 편이다. 라트비아인들은 민속 특히 민요에 깊은 전통을 담고 있다. 아이스하키가 가장 인기있는 스포츠이며, 그 외에도 썰매 종목(봅슬레이, 스켈레톤)에서 강세를 보이고 있다. 라트비아의 대표적인 스포츠 선수로는 스켈레톤 선수인 토마스 두쿠르스, 마르틴스 두쿠르스가 있다. 많은 라트비아인들은 발레, 오페라, 드라마 등을 즐기는 편이다.

## 외교관계
대한민국과의 관계
대한민국은 라트비아와 1991년 수교하였다. 2015년 9월 15일 주한라트비아대사관 이 개관하였다. 라트비아가 발트3국 중 처음으로 한국에 주한공관을 낸 것이다.
러시아와의 관계
러시아의 지배를 받았고, 소련의 공화국으로 합병되었던 역사적인 이유로 안 좋은 감정을 가지고 있다.
러시아와는 라트비아 내 러시아인문제로 갈등을 겪고 있으며, 소련으로부터 합병된 압레네 지역으로 인해 러시아와 갈등을 겪고 있다.
이러한 이유로 사이가 좋지 않았으며,
이를 경계하기 위해 북대서양 조약기구 및 유럽 연합에 가입을 하였다.
그 외의 나라와의 관계
에스토니아나 리투아니아와의 관계도 좋은 편이며,
이 외의 각 서방 국가와도 좋은 관계이다.

### 라트비아
- 라트비아 정부 홈페이지
- (러시아어/라트비아어/영어/독일어) 라트비아의 성 사이트
- (라트비아어/영어/독일어) eventguide
- (라트비아어/영어) 라트비아 의회 사이트
- (라트비아어/러시아어/영어/독일어) 라트비아 사이트 보관됨 2001-12-04 - 웨이백 머신
- (라트비아어/러시아어/영어) 라트비아 외무부
- (라트비아어/러시아어/영어) 라트비아 관광

### 대한민국
- 주스웨덴 대사관의 라트비아 설명
- 해외여행(라트비아편)
- 한국발트친선협회

### 해외
- (영어) {http://www.cia.gov/cia/publications/factbook/geos/lg.html 보관됨 2005-07-07 - 웨이백 머신 CIA의 세계정보(라트비아편)}